# PENTAXのカメラ機能一覧
ここにはPENTAXのカメラにおいて、特徴的な機能、用語を集めている。

## 露出操作・撮影機能

### MZシリーズ世代の露出機能
古くから馴染みのある操作部材と自動露出機能との融和的操作体系を備え、機械に手伝って欲しい方を直感的に選択でき、露出値・露出モードの学習理解の教材として、カメラ雑誌紙面やセミナーで重用された。
- レンズの絞り輪・シャッター値設定ダイヤル両方をA位置にすればプログラムモード
- レンズの絞り輪をA位置以外・シャッター値設定ダイヤルA位置なら絞り優先モード
- レンズの絞り輪をA位置・シャッター値設定ダイヤルをA位置以外ならシャッター値優先モード
- レンズの絞り輪・シャッター値設定ダイヤル両方をA位置以外にすればマニュアルモード

シリーズ内でもこれに準じない機種もある。

### ハイパープログラム
プログラム、絞り優先、シャッター速度優先をモードセレクタを変更することなく行き来することが可能なハイパーオペレーションの一機能。HyPの表記も広く行われる。
- プログラムモードからシャッター値設定ダイヤルを回せばシャッター速度優先モード
- プログラムモードから絞り値設定ダイヤルを回せば絞り優先モード
- 移ったモード内でも他方のダイヤルを回せば他方のモードへ移る
- どの状態からもグリーンボタンを押すとプログラムモードへ移る

通常のプログラムシフト機能と異なり、グリーンボタンでの復帰や値設定ダイヤルを明示的に操作しない限り、選択したモードと値を保持しようとする。
Z-1にて初実装されたが、MZシリーズ世代では別項の露出操作系になっていた。*ist Dにて復活し、以降2ダイヤル搭載機K10D、K20D、K-7、K-5に引き継がれている。
感度調整ボタン、露出補正ボタンと値設定ダイヤル操作の併用でプログラムモードでありながら、自在に撮影者の介入を受け入れる。

### ハイパーマニュアル
マニュアル露出モードに付随するハイパーオペレーション系の露出調整機能。HyMの表記も行われる。
マニュアル露出モードにて、グリーンボタンを押すことで、プログラムライン上の適正値がセットされる。これを参考に各値設定ダイヤルにて追加調整、AEロックを併用してプログラムシフトが可能。
単純なものだが、実際のマニュアル露出撮影時に大きな利便性を実感できる機能と言える。

### グリーンボタン
各種設定値やモードを復帰させる用途に用いられる。Zシリーズでは「IFボタン」という名称であった。
- ハイパーオペレーション系ではプログラムモードへの復帰、プログラムライン上の適正値の提示
- 感度設定ボタンとの併用では、感度自動設定への復帰
- ホワイトバランス微調整状態から標準値状態への復帰

### スマートファンクション
カメラ上面の2つのダイヤル操作だけで機能を選択、設定。メニューを介さないダイレクトな操作が可能で、豊富な機能と使いやすさを両立させる新しい操作系。

### 感度優先
感度を優先とし、絞りとシャッター速度はカメラ側プログラムラインに従い設定する。Svと表記される。
感度調整が容易なデジタル機において、感度も絞りやシャッター速度と同様に、調整可能な露出要素として扱うモードの一つ。
K10Dより搭載が始まった。

### シャッター速度・絞り優先
絞りとシャッター速度に合わせ、感度を変化させる。TAvと表記される
感度優先と対をなすモード。こちらの主は絞りとシャッター速度で、感度が従となる。
K10Dより搭載が始まった。

### 被写界深度ブラケット・モーションブラケット
画面全体の明るさは変えず、1回のレリーズで被写界深度や動感の異なる3枚の画像が得られるオートブラケット機構。

## 画像仕上げの機能

### PRIME
画像処理エンジン「PRIME（Pentax Real Image Engine）」は、2006年発売のK10Dにて初採用された、Kシリーズデジタル一眼レフと中判デジタル一眼レフ645シリーズにて採用されている画像処理エンジンである。以降順に更新されてゆき、2019年現在はPRIME IVを採用した機種が発売されている。一方、エントリー機種にはPRIME Mという派生系の画像処理エンジンが搭載されている。こちらは2019年現在、PRIME M IIまで更新されている。また、QシリーズではQ ENGINEという画像処理エンジンが採用されている。

### カスタムイメージとホワイトバランス
写真の色合いやメリハリ感をコントロールできるカスタムイメージは、忠実色や期待色というアプローチやアート系のものを含めて13種類が用意されている。肉眼で見たときの色合いを再現する忠実色は「鮮やか」「ナチュラル」「人物」「風景」の4種類、グリーンとマゼンタを強調して緑や空の色などをペンタックスの特徴的な色合いにする「雅(MIYABI)」、その他に「ポップチューン」「ほのか」「フラット」「銀残し」「リバーサルフィルム」「モノトーン」「クロスプロセス」などがある。この中から撮影目的に応じた画像仕上げが選択できるほか、「オートセレクト」では忠実色の4種類からどのカスタムイメージにするかをカメラが自動選択する。また詳細なパラメーター調整も可能となっており、彩度、色彩などのほか、シャープネスも3種類から選択できるなど幅広いカスタマイズが可能となっている。
ホワイトバランスは、オートホワイトバランスや豊富なプリセットとマニュアルモードが用意されているが、独自の機能として、その場の色温度を強調するCTEモードの搭載が特徴的である。

#### クロスプロセスと銀残し
銀塩カメラにおいてフィルム現像の際に正しい現像処理を行わず、色合いやコントラストを故意に変化させる現像方法である「クロスプロセス」や、フィルム映画の現像手法として用いられる「銀残し」をデジタルで再現する機能も、アート系のカスタムイメージとして用意されている。また「クロスプロセス」では、撮影パラメーターをシャッターを押すごとにランダムに変更して予測不可能な偶然性を楽しめる「シャッフル」の外に「プリセット」が3種類、「お気に入り」を3種類登録する機能も用意されている。

### RAWボタン
設定メニューを介さずに、撮影記録形式を変更するボタン。JPEG撮影中、RAWに一時的に変えたいニーズに応えるもの。
次の1ショットのみRAW撮影か、継続的にRAW撮影かは別途選択設定がある。

### カメラ内現像
RAW撮影データからカメラ単体でRAW現像を行う。
>
出先でRAW現像のためのPC環境はないが、手早くRAWからJPEGを生成する必要がある場合などに使われる。
ペンタックスはカメラ内現像の機能強化に積極的で、最新の機種では画像仕上げの特徴であるカスタムイメージ・ホワイトバランス・シャープネスなどの種類が豊富に用意されており、パラメータも細かく調整して適用させることが出来る為、撮影目的に合わせて幅広く画像仕上げのカスタマイズが可能となっている。
この機能の発展としてK20D以降の機種では、JPEG撮影時も直前に撮影した1枚に限りRAWデータをデータバッファ上に残しておき、画像仕上げを後から変更して別途保存する機能、さらにK-r以降は、そのバッファ上のデータをRawデータとして追加保存できる「バッファRAW保存」機能が追加された。

### デジタルフィルター
トイカメラや色抽出など画像にさまざまな加工を施せる「デジタルフィルター」が用意されており、これはデジタル一眼レフカメラではK-mではじめて搭載された機能である。

## センサーシフト機構
デジタル化以降では、手ブレ補正のためのセンサーシフト機構を構図の調整や天体追尾、画質の向上に積極的に応用することを特徴としている。

### シェイクリダクション
カメラ本体側に内蔵された、センサーシフト式手ぶれ補正機構。SRとも表記される。
撮像素子と駆動用ボイスコイル・駆動位置センサーを搭載したステージは光軸方向(Z軸)はフリーベアリングで規定されているのみで、ボイスコイル非通電時は上下左右(X,Y軸)には固定されていない。
撮影時ミラーアップ開始に前後して、ボイスコイルの駆動が始まりステージを撮影位置に位置決めし、シャッター先幕が開くとブレによる光軸の変移を追跡する。駆動が終わるとステージは重力に従い鉛直方向に降下する。
XY方向には固定機構を持たないため、非撮影時に機体を傾けると内部でコトコトと小さな音がする。
Z軸周りの回転方向にも規定ガイドがないため、機体に対してステージを回転させることができる。ステージ上の3つの位置センサーにより、回転方向の規定はステージ駆動力の調整にて行う。

#### シェイクリダクション II
SR IIでは、従来の角度ぶれに加え、マクロ撮影で発生しやすいシフトぶれ、レンズ内手ぶれ補正では対応できない回転ぶれの、5軸補正に対応。

### 自動水平補正・構図微調整
K-7以降では積極的に回転方向への制御も行い、手持ち撮影時の自動水平出しや、三脚使用時の構図微調整機能として発展させている。

### アストロトレーサー
K-rとK-5以降ではオプションのGPSユニットと組み合わせる事により、専用の赤道儀を用いずに簡易的な天体追尾撮影が行なえる「アストロトレーサー」機能を実現している。K-3 IIやK-1のようにGPSユニットを内蔵するカメラでは、カメラ単体で実行可能である。

### ローパスセレクター
イメージセンサーの解像力を最大限に引き出すため、ローパスフィルターレス設計を採用しているが、ボディ内手ぶれ補正機構SR IIを利用し、露光中にイメージセンサーを微小駆動することでモアレや偽色を抑制。ローパスフィルターの安心感とローパスフィルターレスの解像力を、表現意図に応じて選べる。

### リアル・レゾリューション・システム
一般的なベイヤー方式の限界を超えた解像力と精緻な色再現を可能にする、超高精細画像の生成技術。手ぶれ補正機構SR IIを応用し、イメージセンサーを微小駆動しながら4枚を連続撮影。1画素ごとにRGBのすべての色情報と輝度情報を得て、超高精細画像を生成する。解像力だけでなく、偽色が発生しない、高感度ノイズも低減できるなど、大幅な画質向上が可能。

#### リアル・レゾリューション・システム II
新開発の「手ぶれ補正モード」で手持ち撮影に対応。手持ち撮影時の微小な揺れを利用して、手ぶれ補正を作動させながら連続撮影した4枚の画像を解析し、超高精細画像を生成する。

## オートフォーカス機構
ペンタックスは、当社初かつ世界初のオートフォーカス機構搭載一眼レフME Fを1981年11月に発売した。ME Fは、コントラスト検出方式の旭光学工業独自のTTL電子合焦装置（TTL-EFC)が搭載され、マウントも新開発のKFマウントを採用した。しかし、オートフォーカスに対応するレンズはズームレンズ1本のみで、レンズ側に単4電池を4本使用するため重く大きく、肝心のオートフォーカス機能もなかなかピントが合わないという欠点のあるものだった。結局KFマウントを採用したボディ/レンズ共にこの1機種ののちは発売されなかった。1984年にミノルタからα-7000及びそれに対応するレンズ群（αシステム）が発売されると、各社はこぞってオートフォーカス一眼レフの開発に着手し、一眼レフのオートフォーカス化は一気に進展することとなった。旭光学工業も同様にオートフォーカス一眼レフシステムの開発に着手し、ミノルタの「α-7000」の発売から遅れること3年、1987年にようやくSF Xを発売し、新たにsmcペンタックスFレンズ群が用意された。AFシステムは、従来のコントラスト検出式のKFマウントではなく、KAマウントを基に新たに開発された位相差検出方式合焦装置「SAFOX」（Sensor Ability Fortifying Optical Compensation System）を搭載したKAFマウントとなった。以降、ペンタックスの一眼レフは、P30TやMZ-M、67IIなどのマニュアルフォーカス機を除き、すべて「SAFOX」を搭載することとなった。

### SAFOX
1987年3月 SF Xにて初採用。測距点は中央1点。ペンタックス初の位相差検知式AFシステムである。SFシリーズのカメラで採用された。

### SAFOX II
1991年6月 Z-10にて初採用。測距点は「SAFOX」に引き続き中央1点。CCDセンサー、AF光学系、演算アルゴリズムを改善し、動体予測機能が新たに付加された。測距動作において被写体の動きがフィルム面で1.5mm/秒以上の場合。動体予測機能が働く。Z-1をはじめとするZシリーズのカメラで採用された。

### SAFOX IV
1995年11月発売のMZ-5にて初採用。測距点は横に3点。横のラインにもピントが合うH型AF測距素子を採用している。MZシリーズの中級機のみならず、中判オートフォーカス一眼レフ645N及びその改良機645N IIでもこのSAFOX IVが搭載されている。

### SAFOX V
1997年5月発売のMZ-50にて初採用。測距点は中央1点。フォーカスモードはシングルとマニュアルのみであり、MZシリーズの廉価機に搭載された。

### SAFOX VI
2000年2月発売のMZ-30にて初採用。測距点は3点。MZ-30でのみ採用された。

### SAFOX VII
2001年5月発売のMZ-Sにて初採用。測距点は横に5点、中央上部に1点の、計6点。横のラインにもピントが合うH型AF測距素子を採用している。採用機種はMZ-Sと、未発売となった35mmフルサイズデジタル一眼レフK-1(2000)である。

### SAFOX VIII
2003年4月発売の*istにて初採用。測距点を11点まで増加させた。以降SAFOX 11で測距点が27点に増加するまで、測距点の数は増加しなかった。*ist D以降のペンタックスのデジタル一眼レフは、APS-Cサイズのセンサーを採用したため、AFエリアはフィルムカメラの*istから相対的に拡大した。垂直方向と水平方向に配置したCCDセンサーにより合焦性能が向上した。

#### SAFOX VIII+
2009年6月発売のK-7にて初採用。光源検知センサーを新たに搭載し、光源の種類の識別が可能となった。

### SAFOX IX
2010年10月発売のK-rにて初採用。同時に発表された「SAFOX IX+」から光源検知センサーを非搭載としたもの。

#### SAFOX IX+
2010年10月発売のK-5にて初採用。光学系を進化させ、より低輝度の被写体にも対応した。「SAFOX VIII+」に引き続き光源識別機能を搭載している。ペンタックス初の中判デジタル一眼レフ645Dでも採用されている。

#### SAFOX IX i+
2012年6月発売のK-30にて初採用。回折レンズの新採用により、モジュール内レンズの色収差を最小限に抑え、高精度なピント合わせを実現した。

### SAFOX X
2012年10月発売のK-5II/IIsにて初採用。高感度AFセンサーの新採用により、-3EVまでのAFが可能となった。中央の1点はF2.8光束高精度AFに対応し、開放F2.8より明るい大口径レンズ使用時に合焦速度がアップした。

### SAFOX 11
2013年11月発売のK-3にて初採用。測距エリアは変わらないものの、測距点が27点と大幅に増加した。うちクロスセンサは25点、F2.8光束センサーは中央とその上下の3点である。「SAFOX X」まではローマ数字を使用していたが、本機構以降はアラビア数字となった。

### SAFOX 12
2016年4月発売のK-1にて初採用。測距点は33点。ペンタックス初の35ミリフルサイズ一眼レフK-1への搭載のため、測距エリアを「SAFOX 11」比約1.4倍まで拡大した。長くなった光路をコンパクトに収納するため、2枚の反射ミラーを用いサブミラーから導かれた光束をAFユニット内で光を折り返す手法を採用している。さらにコンデンサーレンズの最適化により、測距点を33点まで増加させた。

### SAFOX 13
2021年4月発売のK-3 mark IIIにて初採用。測距点は一気に101点（うち選択可能な測距点は41点）と増大し、測距エリアも拡大した。約30.7万画素RGBIrセンサーを採用し、画像認識技術によって人物の顔や目、野鳥などの被写体を検出して追尾することが可能となった。